# Carex kucyniakii
Carex kucyniakii är en halvgräsart som beskrevs av Louis-Florent-Marcel Raymond. Carex kucyniakii ingår i släktet starrar, och familjen halvgräs. Inga underarter finns listade i Catalogue of Life.